# Molophilus avidus
Molophilus avidus là một loài ruồi trong họ Limoniidae. Chúng phân bố ở miền Cổ bắc.